# Alida
Alida est le diminutif d'un prénom féminin allemand et hongrois.

## Étymologie
Raccourcissement du prénom féminin allemand Adelheid d'origine germanique, dont les éléments signifient « noble » et « forme, type ».

## Personnalités portant ce prénom
- Alida Olbers Wester (1842-1912), botaniste suédoise.
- Alida Rouffe (1874-1949), comédienne et chanteuse française.
- Alida Valli (1921-2006), actrice italienne.